# Daniel Reyes
Daniel Reyes (* 5. Mai 1972 in Departamento del Caquetá, Kolumbien) ist ein ehemaliger kolumbianischer Boxer im Strohgewicht. 

## Profikarriere
Im Jahre 1996 begann er erfolgreich seine Profikarriere. Am 4. Oktober 2003 boxte er gegen Edgar Cardenas um den Weltmeistertitel des Verbandes IBF und gewann durch K. o. Diesen Gürtel verlor er allerdings bereits in seiner zweiten Titelverteidigung im September des darauffolgenden Jahres an Muhammad Rachman.
Im Jahre 1998 beendete er seine Karriere.